# Luiza Sá

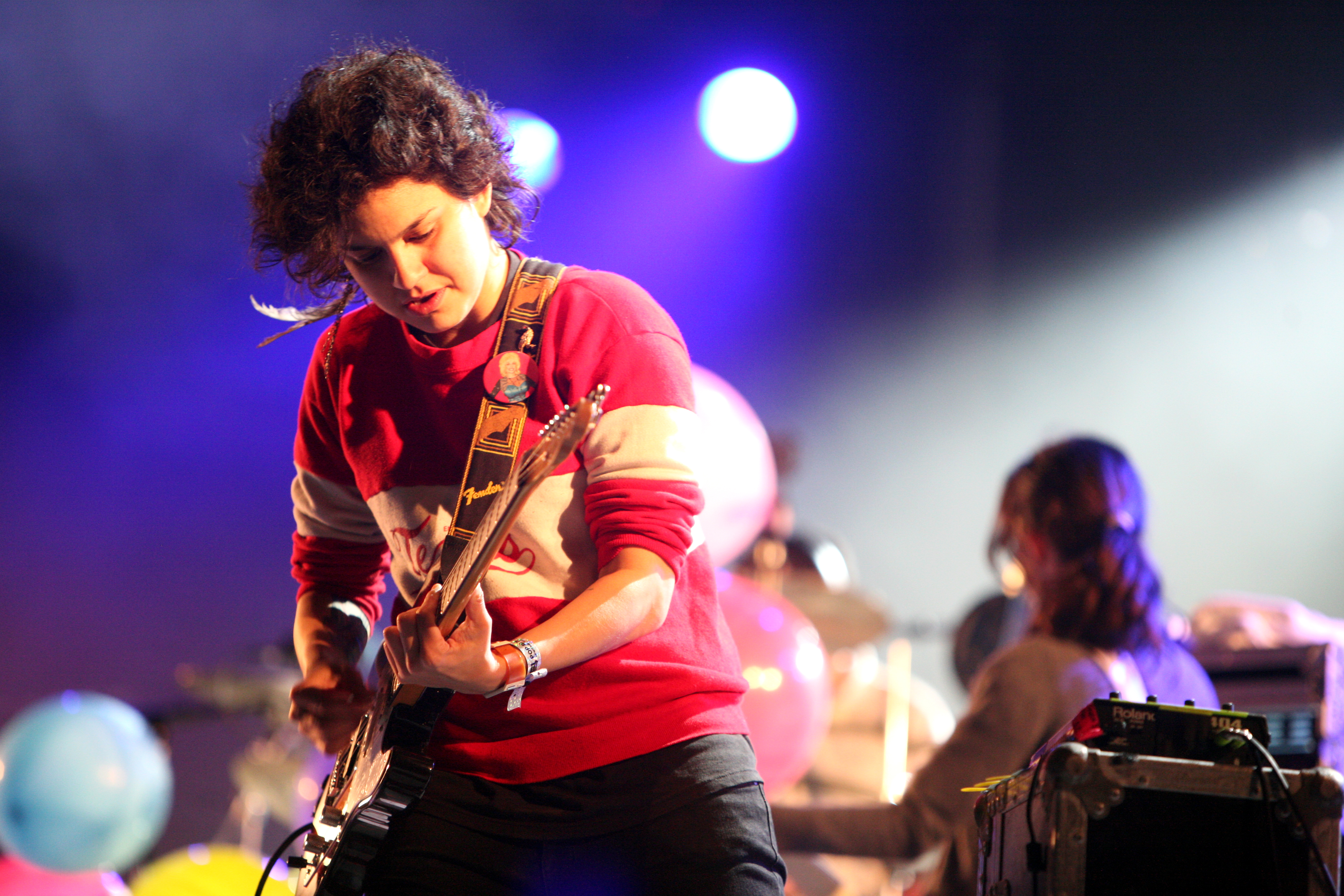
Luiza en La Route du Rock 2007, en Saint-Malo.

Luiza da Silva e Sá (São Paulo, 29 de marzo de 1983 (41 años)) es una de las guitarristas y bateristas de la banda brasileña de indie electrónico, Cansei de Ser Sexy.
Además de tocar en la banda, estudia Artes en la universidad y está muy interesada en la astrología. A veces hace actos de pinchadiscos en clubs São Paulo junto a su compañera de banda Ana Rezende, como el dúo MeuKu ( que significa "MiCulo" en español). Su estilo de cabello en conocido como "Joana en los 80's" en São Paulo.
Es abiertamente lesbiana.